# 唐端陵

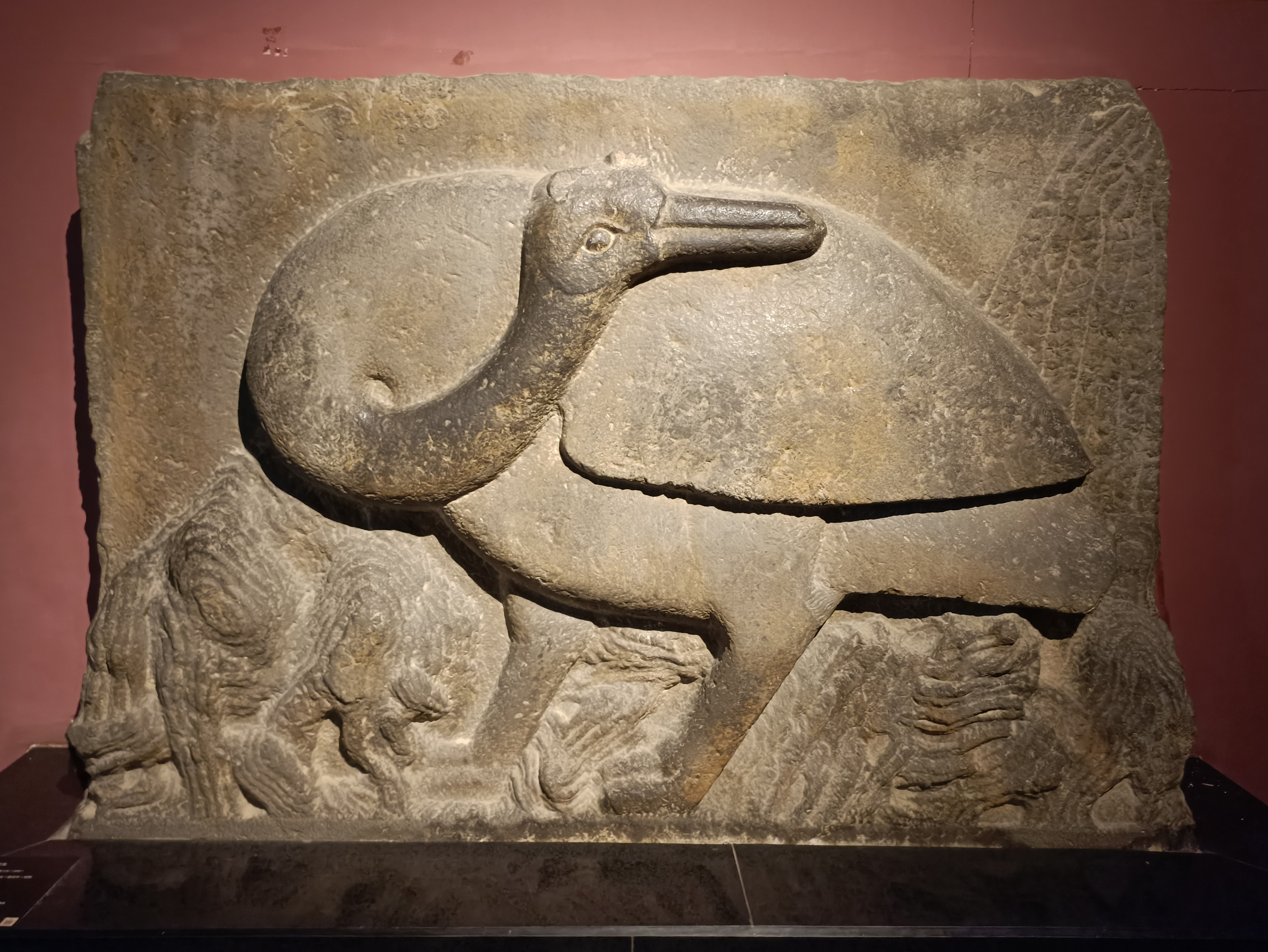
唐端陵的鸵鸟石刻，西安碑林博物馆藏

端陵为唐十八陵之一，为唐武宗李炎墓。位于咸阳市三原县北15公里徐木乡。
会昌六年（846年）三月，唐武宗驾崩在长安大明宫，葬在端陵。因山为陵，陵区周围二十公里。原有石刻和唐丰陵相同，现存四门各有石狮二对、石马三对、石人五尊，华表一通，翼马、朱雀各一对。均已残破。史载陪葬墓1座，为王贤妃墓。